# 옥포중학교
옥포중학교(玉浦中學校)는 대한민국 경상남도 거제시 옥포동에 있는 공립 중학교이다.

## 학교 연혁
- 1988년 1월 13일 : 옥포중학교 4학급 설립인가
- 1988년 3월 8일 : 개교(4학급 208명)
- 2002년 2월 28일 : 현 교사로 이전
- 2008년 2월 29일 : 운동장 인조 잔디 조성
- 2010년 6월 11일 : 선진형 교과교실 선정
- 2022년 9월 1일 : 제14대 김남수 교장 취임
- 2023년 1월 11일 : 제33회 졸업식(246명, 누계 11,205명)
- 2023년 3월 2일 : 2023학년도 입학식(신입생 250명)

## 참고 자료
- 옥포중학교 - 한국교육학술정보원 학교알리미